# Eria exilis
Eria exilis är en orkidéart som beskrevs av Joseph Dalton Hooker. Eria exilis ingår i släktet Eria och familjen orkidéer. Inga underarter finns listade i Catalogue of Life.